# 영천성남여자고등학교
영천성남여자고등학교(永川城南女子高等學校)는 대한민국 경상북도 영천시 도동에 있는 사립 고등학교이다.

## 학교 연혁
- 1978년 11월 8일 : 영천여자상업고등학교 설립인가
- 1979년 3월 4일 : 정재성 이사장 취임
- 1979년 3월 29일 : 초대 류정열 교장 취임
- 1980년 2월 10일 : 본관 2층, 3층, 4교실 증축
- 1983년 1월 4일 : 학칙변경 1학급 증설 (15학급)
- 1988년 3월 4일 : 생활관 준공
- 1997년 9월 23일 : 학칙 변경(영천여자상업고등학교를 영천여자전산고등학교로)
- 1998년 3월 1일 : 영천여자전산고등학교로 교명 변경
- 2003년 8월 1일 : 학칙변경(사무자동화과 및 정보처리과 각 1학급씩 감축, 보통과 2학급 신설. “영천여자전산고등학교” 를 “영천성남여자고등학교” 로)
- 2004년 3월 1일 : 영천성남여자고등학교로 교명 변경
- 2008년 7월 17일 : 학칙변경(학년당 일반계 3학급, 전문계 정보처리과 1학급)
- 2012년 5월 24일 : 학칙변경(학년당 일반계 4학급)
- 2014년 3월 3일 : 선진형 교과교실제 운영
- 2015년 2월 27일 : 건양관(급식소) 준공
- 2019년 4월 25일 : 제7대 정훈석 학교법인 이사장 취임
- 2022년 12월 29일 : 제42회 졸업식(84명 졸업, 누계 7,176명)
- 2023년 3월 1일 : 제11대 김창영 교장 취임
- 2023년 3월 2일 : 제45회 입학식 (88명 입학)

## 참고 자료
- 영천성남여자고등학교 - 한국교육학술정보원 학교알리미